# Resolució 1308 del Consell de Seguretat de les Nacions Unides
La Resolució 1308 del Consell de Seguretat de les Nacions Unides, adoptada per unanimitat el 17 de juliol de 2000, va ser la primera resolució per abordar l'impacte de VIH/SIDA a tot el món. El Consell de Seguretat de les Nacions Unides va demanar als països que consideressin les proves voluntàries de VIH/SIDA i consells per a tropes desplegades en operacions de manteniment de la pau.
Parlant després de l'aprovació unànime de la resolució patrocinada pels Estats Units, l'ambaixador estatunidenc Richard Holbrooke va agrair als membres del Consell de Seguretat la "resolució sense precedents sobre un problema de salut -el primer de la història del Consell de Seguretat".

## Resolució

### Observacions
El Consell de Seguretat va preocupar la pandèmia pel VIH/SIDA arreu del món, i especialment la gravetat de la crisi a l'Àfrica. L'Assemblea General de les Nacions Unides i el Consell Econòmic i Social de les Nacions Unides van tenir un paper important i calia un esforç coordinat per fer front a les malalties. La propagació del VIH/SIDA tenia un fort impacte en la societat, era agreujada per la violència, i podria provocar situacions d'inestabilitat i d'emergència si no estaven controlades. Per tant, era important una resposta internacional coordinada.
El Consell també va reconèixer la necessitat d'incloure la prevenció i l'assessorament del VIH/SIDA en les missions de manteniment de la pau de les Nacions Unides. Va donar la benvinguda a la XIII Conferència Internacional de la SIDA de 2000 celebrada a Sud-àfrica, primer esdeveniment del seu tipus que se celebrarà en un país en desenvolupament. A més, va prendre nota de la crida del Secretari General de les Nacions Unides Kofi Annan per reduir les taxes d'infecció pel VIH/SIDA entre els 15 i els 24 anys al 25 % per al 2010.

### Actes
La resolució va expressar la seva preocupació per l'impacte del VIH/SIDA en el personal de manteniment i suport de la pau internacional. Va reconèixer els esforços de determinats països per abordar el problema a través de programes nacionals i encoratjar els que encara no ho havien fet a cooperar amb la comunitat internacional i el Programa Conjunt de les Nacions Unides sobre el VIH/sida (ONUSIDA) per desenvolupar estratègies a llarg termini per afrontar la propagació de malalties. Es va demanar al Secretari General que adoptés mesures addicionals en la formació dels mantenidors de la pau per evitar les malalties. Es va encoratjar a ONUSIDA a enfortir la cooperació amb Estats Nenvres. El Consell va concloure expressant el seu interès per avançar en la qüestió de l'accés al tractament i l'atenció i prevenció a través de discussions amb països, òrgans de les Nacions Unides, organitzacions internacionals i indústria.

## Particulars
El cap d'Estat major de Richard Holbrooke, R. P. Eddy va ser el principal redactor i negociador de la resolució.